# Bahía Solano
Bahía Solano é um município da Colômbia, localizado no departamento de Chocó.